# Love It If We Made It
Love It If We Made It è un brano musicale del gruppo rock britannico The 1975 pubblicato il 19 luglio 2018 per il download digitale dalla Polydor Records. È stato reso disponibile come secondo singolo estratto dall'album A Brief Inquiry into Online Relationships.
Il brano ha ricevuto il plauso della critica, la quale ha accolto con entusiasmo il testo